# Taça de Portugal de Hóquei em Patins Feminino de 2006–07
A Taça de Portugal de Hóquei em Patins Feminino de 2006–07, foi a 15ª edição da Taça de Portugal, ganha pela Fundação Nortecoope (2º título).

## Final
A final four foi disputada a 24 de Junho de 2007.
|                     | Resultado |                     |
| ------------------- | --------- | ------------------- |
| Externato S. Filipe | 1 – 15    | Fundação Nortecoope |

## Meias-finais
As partidas foram disputadas a 23 de Junho de 2007.
|                     | Resultado |               |
| ------------------- | --------- | ------------- |
| Externato S. Filipe | 5 – 4     | CA Feira      |
| Fundação Nortecoope | 5 – 1     | CD Boliqueime |

## Quartos de final
As partidas foram disputadas a 16 de Junho de 2007.
|                 | Resultado |                     |
| --------------- | --------- | ------------------- |
| Roller Lagos CP | 4 – 7     | Externato S. Filipe |
| CD Nortecoope   | 2 – 7     | Fundação Nortecoope |
| GD Sesimbra     | 0 – 2     | CA Feira            |
| CD Boliqueime   | 1 – 0     | CH Carvalhos        |

## 2ª Eliminatória Zona Norte
As partidas foram disputadas a 28 de Outubro de 2006. Isentos: CD Nortecoope e HC Carvalhos
|                     | Resultado |            |
| ------------------- | --------- | ---------- |
| HC Mealhada         | 1 – 3     | CA Feira   |
| Fundação Nortecoope | 7 – 0     | AF Arazede |

## 2ª Eliminatória Zona Sul
As partidas foram disputadas a 28 de Outubro de 2006. Isentos: Ext. São Filipe e A Alcobacense
|               | Resultado |                 |
| ------------- | --------- | --------------- |
| GD Sesimbra   | 4 – 0     | HC Portimão     |
| CD Boliqueime | 6 – 2     | GDR Os Lobinhos |

## 1ª Eliminatória Zona Norte
As partidas foram disputadas a 21 de Outubro de 2006. Isentos: Fundação Nortecoope e HC Mealhada
|                   | Resultado |               |
| ----------------- | --------- | ------------- |
| CSP Alfena        | 0 – 3     | CA Feira      |
| HC Carvalhos      | 5 – 1     | GDC Fânzeres  |
| CP Vila Boa Bispo | 1 –15     | CD Nortecoope |
| AF Arazede        | 3 – 0     | HC Marco      |

## 1ª Eliminatória Zona Sul
As partidas foram disputadas a 21 de Outubro de 2006. Isentos: HC Portimão e CD Boliqueime
|                    | Resultado |                  |
| ------------------ | --------- | ---------------- |
| Ass. Acad. Coimbra | 6 – 10    | GD "Os Lobinhos" |
| A Alcobacense      | 18 – 3    | Roller Lagos CP  |
| CD Paço de Arcos   | 2 – 3     | GD Sesimbra      |
| UD Vilafranquense  | 2 – 7     | Ext. São Filipe  |